# دورا مورر
دورا مورر (بالمجرية: Maurer Dóra)‏ هي رسامة وفنانة مجرية، ولدت في 1937 في بودابست في المجر.